# Quelques cris
Singles de Johnny Hallyday
Pardon
(2000) Pauvres Diables (vous les femmes)
(2001)
Clip vidéo
[vidéo] « Quelques cris (Live à la tour Eiffel, 2000) », sur YouTube
Quelques cris est une chanson de Johnny Hallyday issue de son album de 1999 Sang pour sang. Elle est également sortie en single qui atteint la 11e place en France en octobre 2000.

## Développement et composition
La chanson a été écrite par David Hallyday et Françoise Sagan. L'enregistrement a été produit par Pierre Jaconelli et David Hallyday.

## Liste des pistes
Single CD (2000, Mercury 562 895-2)
1. Quelques cris (5:25)
2. Quelques cris (Live à la tour Eiffel) (5:20)[1]

Single maxi 12" 45 tours (1999, Mercury 562 912-1, édition limitée et numérotée)
1. Quelques cris (5:25)
2. Quelques cris (Live à la tour Eiffel) (5:20)[2]

## Classements
| Classement (2000)                       | Meilleure position |
| --------------------------------------- | ------------------ |
| Belgique (Wallonie Ultratop 50 Singles) | 35                 |
| France (SNEP)                           | 11                 |